# Thành Mục Quý phi
Thành Mục Quý phi (chữ Hán: 成穆貴妃; 1343 – 1374), họ Tôn, là một phi tần của Minh Thái Tổ Chu Nguyên Chương, hoàng đế đầu tiên của nhà Minh.

## Tiểu sử
Tôn Quý phi xuất thân là người Trần Châu (thuộc Hoài Dương ngày nay). Cha là Tôn Hòa Khanh (孫和卿), làm quan vào cuối triều đại nhà Nguyên, mẹ là phu nhân họ Triều, có hai người anh là Tôn Anh và Tôn Phiên. Cha mẹ của Tôn thị đều chết trong một cuộc binh biến, con trưởng Tôn Anh phiêu bạt đây đó rồi cũng không rõ tung tích. Tôn thị phải chạy đến Dương Châu ẩn náu cùng anh thứ Tôn Phiên. Nguyên soái Mã Thế Hùng sau đó nhận bà làm con nuôi.
Năm 18 tuổi, do đức độ khoan dung lại có tư sắc diễm mỹ, Tôn thị được Chu Nguyên Chương, khi đó vẫn còn là một tướng soái, nạp làm thiếp. Năm đó (1360), Tôn thị hạ sinh trưởng nữ Chu Ngọc Phụng cho ông, tức Lâm An Công chúa.
Sau khi lên ngôi, Thái Tổ Nguyên Chương đã phong cho Tôn thị làm Quý phi, đứng trên tất cả các phi tần chốn hậu cung. Thương tiếc cha mẹ đều mất cả, anh cả cũng biệt tích, Tôn Quý phi nhờ Thái Tổ tìm Tôn Anh. Tôn Anh được tìm thấy, được ban cho một chức quan nhỏ. Ngoài nhan sắc, Tôn Quý phi còn thông hiểu lễ nghĩa, đã giúp Mã Hoàng hậu quản lý mọi sự trong hậu cung. Mã hậu từng ca ngợi Tôn Quý phi với Thái Tổ rằng đó là một người phụ nữ đức hạnh hiếm có.
Vào tháng 9 (ÂL) năm Hồng Vũ thứ 7 (1374), Tôn Quý phi qua đời, hưởng dương 32 tuổi, được ban thụy là Thành Mục (成穆), sau hợp táng vào Minh Hiếu lăng. Tiếc thương Tôn Quý phi qua đời mà không có con trai, Thái Tổ lấy Chu Định vương Chu Túc làm thừa tự cho bà, phục tang 3 năm. Từ đó chép thành lệ trong Hiếu từ lục, hoàng tử được chỉ định làm thừa tự cho các thứ phi thì cũng để tang 3 năm như mẹ ruột.

## Hậu duệ
Bà có với Minh Thái Tổ bốn người con gái:
1. Lâm An Công chúa (臨安公主; 1360 – 1421), húy Ngọc Phượng (玉凤), hoàng trưởng nữ. Năm 1376, công chúa hạ giá lấy Lý Kỳ, con trai Tể tướng Lý Thiện Trường. Tể tướng bị Thái Tổ khép tội phản nghịch nên bị tru di, phò mã Kỳ được tha tội nhưng phải lưu đày đến Giang Phổ, công chúa Lâm An cũng đi theo.
2. Hoài Khánh Công chúa (懷慶公主; 1367 – 1425), hoàng thất nữ. Năm 1382, công chúa hạ giá lấy Vương Ninh. Phò mã Ninh vì tiết lộ quốc sự cho Yên vương Chu Đệ nên bị Minh Huệ Đế giam vào ngục, tịch biên gia sản của công chúa. Khi Chu Đệ lên ngôi thì phò mã mới được ân xá, ban tước Hầu.
3. Hoàng thập nữ và Hoàng thập tam nữ đều chết non.